# David Adeang
David Ranibok Waiau Adeang (ur. 24 listopada 1969) – polityk i prawnik z Nauru, prezydent Nauru od 30 października 2023 roku.

## Życiorys
Jest synem byłego prezydenta Nauru Kennana Adeanga i jednym z członków założycieli partii Najpierw Nauru. Z zawodu prawnik. W wyborach parlamentarnych w maju 2003 roku jego partia zdobyła 3 z 18 miejsc w naurańskim ciele ustawodawczym. On sam był jednym z nowych posłów. Najpierw Nauru zawarło koalicję z Ludwigiem Scottym i jego poplecznikami. Na mocy ich umowy Scotty został prezydentem, a Adeang ministrem finansów. Jednakże w sierpniu tego roku rząd Scotty'ego upadł.
Od tamtej pory celem Adeanga i jego partii był ponowny wybór Scotty'ego na stanowisko prezydenta i tym samym powrót koalicji do władzy. Cel ten udało im się osiągnąć, kiedy przyłączył się do nich Kinza Clodumar, były prezydent i były szef resortu finansów.   
Adeang ponownie został wybrany członkiem parlamentu w wyborach z października 2004 roku. Uzyskał reelekcję także w wyborach z 2007, 2008, 2010 i 2013 roku.
Od marca do kwietnia 2008 pełnił funkcję przewodniczącego Parlamentu Nauru.
30 października 2023 został wybrany na prezydenta Nauru, otrzymując 10 głosów, gdy jego przeciwnik Delvin Thoma otrzymał ich osiem.